# Annegret Kramp-Karrenbauer
Annegret Kramp-Karrenbauer (pronunciado /ˈanəɡʁeːt ˈkʁamp ˈkaʁənˌbaʊɐ/) también conocida popularmente como AKK (Völklingen, 9 de agosto de 1962) es una política alemana, ministra de Defensa de julio de 2019 a diciembre de 2021 y presidenta de la Unión Demócrata Cristiana (CDU) desde diciembre de 2018 hasta enero de 2021. Fue también primera ministra del Sarre entre 2011 y 2018. Fue la cuarta mujer en gobernar un estado federado alemán, y la primera en gobernar el Sarre. El 6 de diciembre de 2018 fue elegida presidenta de la CDU en sustitución de Angela Merkel. El 10 de febrero de 2020 comunicó su renuncia a la presidencia del partido.

## Biografía

### Primeros años
Annegret Kramp nació el 9 de agosto de 1962 en Völklingen (en el estado federado de Sarre, en Alemania Occidental); su padre era director de escuela. Creció junto con sus cinco hermanos en Püttlingen en un hogar de signo conservador y católico. Cursó sus estudios de primaria en Püttlingen y, después, en el período 1973-1982, la educación secundaria en Völklingen. Estudió derecho y ciencias políticas en la Universidad de Tréveris y en la Universidad del Sarre hasta 1990. Se graduó con una Maestría en Ciencias Políticas y en Derecho Público.

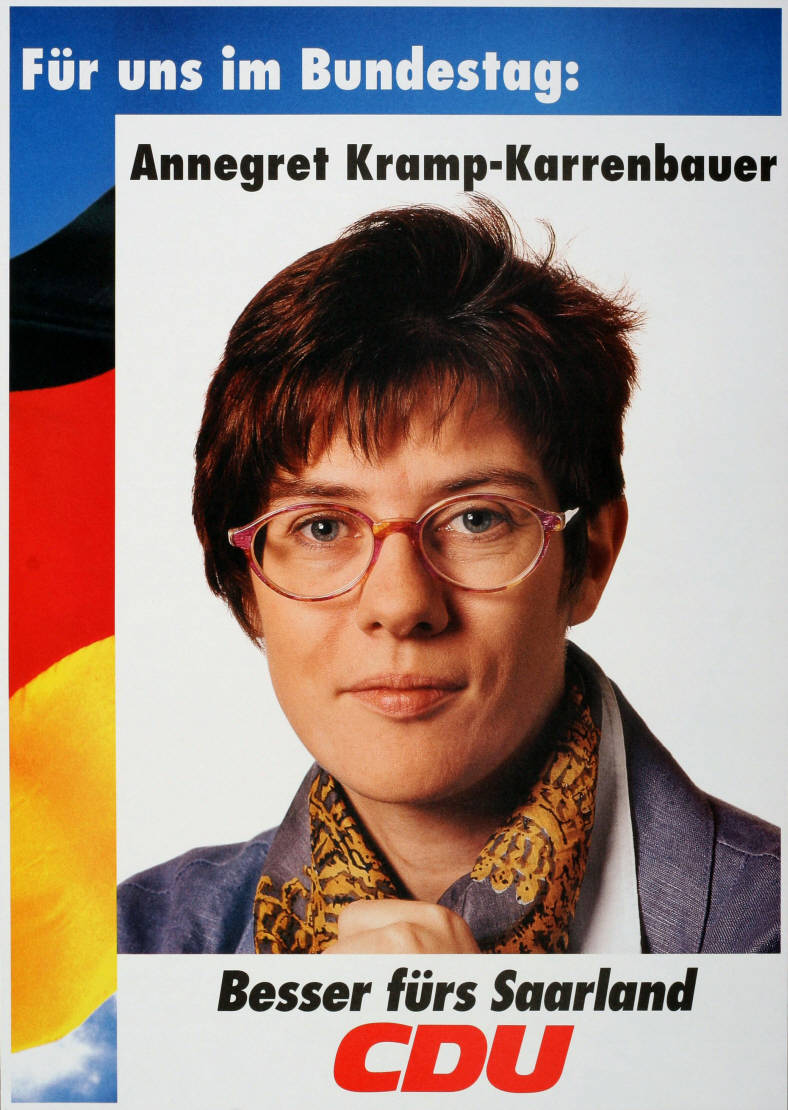
En un cartel electoral de 1994

En 1981, a los 19 años, Kramp-Karrenbauer se unió a la CDU y, en la década de 1980, fue vicepresidenta de la organización juvenil Junge Union en este estado federado mientras estudiaba en la universidad. Posteriormente trabajó de asesora del grupo parlamentario regional de la CDU.
En 1984 contrajo matrimonio con el ingeniero de minas Helmut Karrenbauer, con quien ha tenido tres hijos.

### Parlamentaria federal y regional
De marzo a octubre de 1998 hizo una incursión en la política federal como diputada en el Bundestag en sustitución de un diputado que dejó el escaño. En 1999 fue elegida miembro del Parlamento Regional del Sarre. A partir del 2000 fue responsable de Interior, después de Educación.

### Ministra-Presidenta del Sarre
El 10 de agosto de 2011 se convirtió en ministra-presidenta del Sarre al frente de una coalición tripartita con los liberales del FDP y los Verdes a las que siguieron coaliciones con el Partido Socialdemócrata.
El 19 de febrero de 2018, Merkel comenzó a organizar su sucesión, nominando a Kramp-Karrenbauer como nueva secretaria general del CDU, tras la dimisión de Peter Tauber por motivos de salud. La canciller aprecia en Annegret su lealtad, competencia y capacidad para imponerse.

### Presidenta de la CDU
El 7 de diciembre de 2018, Annegret resultó elegida presidenta de la CDU en el congreso federal de ese partido. La hasta ese momento secretaria general de la formación se impuso a los otros dos candidatos, Friedrich Merz y Jens Spahn. De esta forma, la CDU optó por la línea más centrista y europeísta de Angela Merkel, que después de 18 años dejaba el liderazgo del partido.
El 10 de febrero de 2020 comunicó su renuncia a la presidencia del partido y por tanto a ser candidata a la cancillería en sustitución de Merkel. La decisión está relacionada con la crisis en el land de Turingia por el voto conjunto de conservadores y liberales con los ultraderechistas de Alternativa para Alemania. Continuó en el cargo hasta el 16 de enero de 2021, cuando Armin Laschet fue elegido como nuevo presidente de la formación.

## Posiciones
Adscrita a posiciones católicas conservadoras, mantiene un rechazo abierto al matrimonio homosexual. En 2015, cuando votó en contra de la legislación que auspiciaba el matrimonio homosexual, argumentó que «si abrimos la definición de matrimonio a las parejas homosexuales, no podemos hacer frente a otras demandas como el matrimonio entre parientes o entre más de dos personas».
En política económica y social, ha defendido el salario mínimo interprofesional y las cuotas de mujeres para fomentar la igualdad en las empresas.